# Paranannopus abyssi
Paranannopus abyssi är en kräftdjursart som först beskrevs av Sars 1920. Enligt Catalogue of Life ingår Paranannopus abyssi i släktet Paranannopus och familjen Pseudotachidiidae, men enligt Dyntaxa är tillhörigheten istället släktet Paranannopus och familjen Danielsseniidae. Arten har ej påträffats i Sverige. Inga underarter finns listade i Catalogue of Life.